# Ammophilomima
Ammophilomima is een vliegengeslacht uit de familie van de roofvliegen (Asilidae).

## Soorten
- A. aequinoctialis Janssens, 1953
- A. areekuli Martin, 1975
- A. auripennis Janssens, 1953
- A. australis Martin, 1973
- A. basilewskyi Janssens, 1953
- A. bifida Martin, 1975
- A. contermina (Edwards, 1918)
- A. eumenoides Janssens, 1953
- A. evanescens Janssens, 1953
- A. flava Martin, 1975
- A. ghesquierei Janssens, 1953
- A. imitatrix Enderlein, 1914
- A. indiae Martin, 1973
- A. inflatus (Osten-Sacken, 1881)
- A. kenyae Martin, 1973
- A. montana Janssens, 1953
- A. nubilipennis Frey, 1937

- A. occlusa (Meijere, 1914)
- A. pimolae Martin, 1975
- A. rufescens Frey, 1937
- A. siamae Martin, 1973
- A. simila Martin, 1973
- A. straeleni Janssens, 1953
- A. thailandae Martin, 1973
- A. triangulata Enderlein, 1914
- A. trifida Hsia, 1949
- A. truncata Martin, 1973
- A. vitiosa (Wulp, 1872)